# Pickworth (Rutland)
Pickworth – osada w Anglii, w hrabstwie Rutland. Leży 15 km na wschód od miasta Oakham i 137 km na północ od Londynu. W 2001 miejscowość liczyła 81 mieszkańców.